# Joel Mattsson
Joel Mattsson, född 17 mars 1999 i Mariehamn, Åland, är en finländsk fotbollsspelare som spelar för Helsingfors IFK  samt finska U21-landslaget. Mattsson spelar som mittfältare men har ett flertal framträdanden på positioner som högerback och högerytter. 
Mattsson fick den 14 februari 2016 sitt första proffskontrakt med IFK Mariehamn. Sedan dess har han gjort 73 framträdanden i finska Tipsligan med facit 5 mål samt tre assist.
I oktober 2016 fick Mattsson sin första landslagskallelse till finska U18-landslaget under dåvarande förbundskapten Kimmo Lipponen. Mattsson gjorde debut i en träningsmatch mot polska U18-landslaget hemma den 10 oktober 2016. Matchfacit blev 90 minuters speltid samt en varning. Drygt ett år senare, i augusti 2017, fick Mattsson även sin första kallelse till finska U19-landslaget, även då under Kimmo Lipponen vid rodret. Mattsson gjorde debut i en bortaförlust mot Portugal den 30 augusti 2017.